# Flux de calor
El flux de calor o flux tèrmic, també conegut com a densitat de flux de calor, densitat de flux de calor o intensitat de velocitat de flux de calor, és un flux d'energia per unitat d'àrea per unitat de temps. Al Sistema Internacional les seves unitats són watts per metre quadrat (W/m²). Té una direcció i una magnitud i, per tant, és una magnitud vectorial. Per definir el flux de calor en un punt determinat de l'espai, es pren el cas límit en què la mida de la superfície es torna infinitesimament petita.
Sovint es denota flux de calor com a {\displaystyle {\vec {\phi }}_{\mathrm {q} }}, el subíndex q especifica el flux de calor, en oposició al flux de massa o moment. La llei de Fourier és una aplicació important d'aquests conceptes.

## Llei de Fourier
Per a la majoria de sòlids en condicions habituals, la calor es transporta principalment per conducció i el flux de calor es descriu per la llei de Fourier.

### Llei de Fourier en una dimensió
{\displaystyle \phi _{\text{q}}=-k{\frac {\mathrm {d} T(x)}{\mathrm {d} x}}}on {\displaystyle k} és la conductivitat tèrmica. El signe negatiu mostra que el flux de calor es mou de regions de temperatura més alta a regions de temperatura més baixa.

### Extensió multidimensional

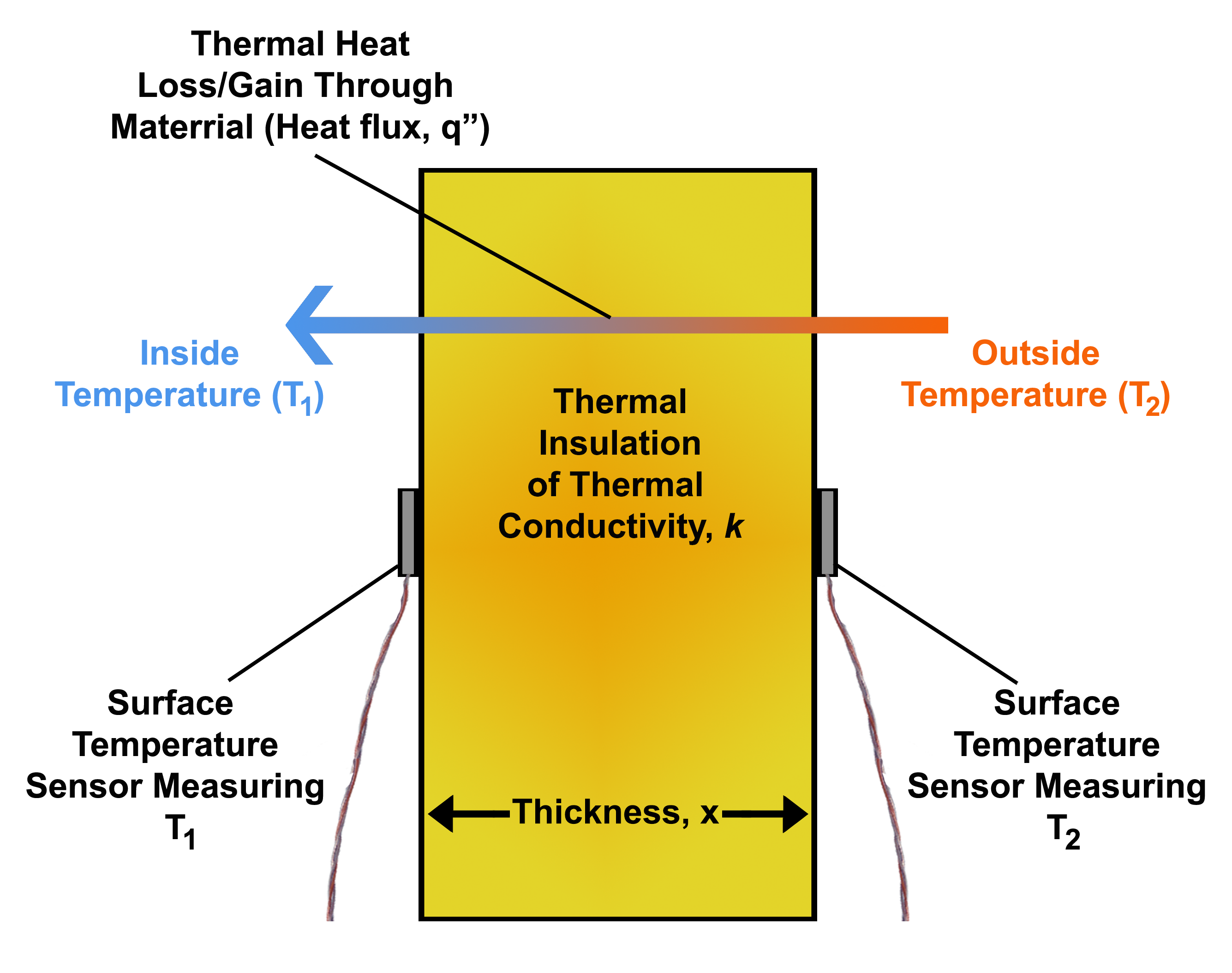
Diagrama que representa el flux de calor a través d'un material d'aïllament tèrmic amb conductivitat tèrmica, k, i gruix, x. El flux de calor es pot determinar mitjançant dues mesures de temperatura superficial a banda i banda del material mitjançant sensors de temperatura si també es coneixen k i x del material.

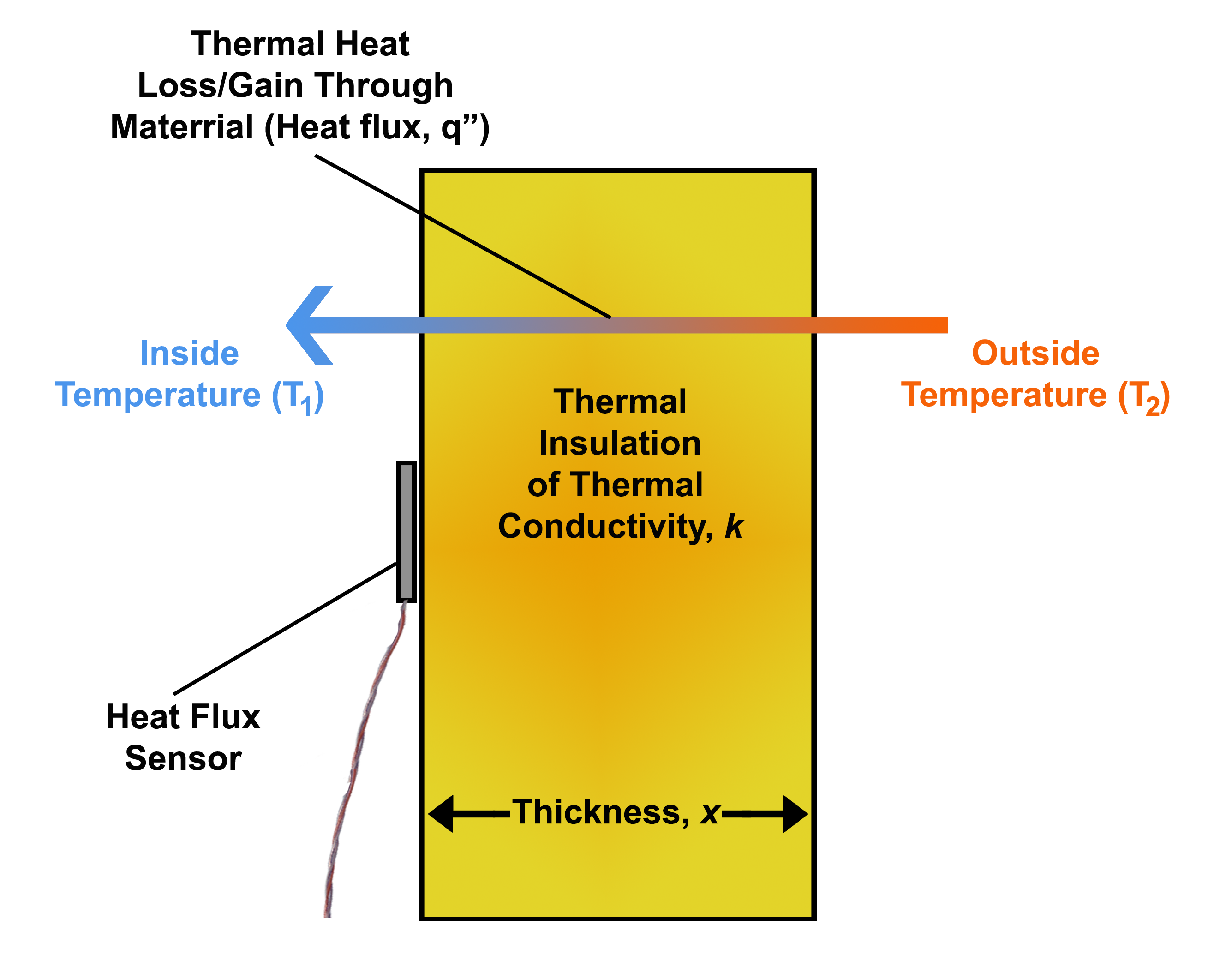
Diagrama que representa el flux de calor a través d'un material d'aïllament tèrmic amb conductivitat tèrmica, k, i gruix, x. El flux de calor es pot mesurar directament mitjançant un únic sensor de flux de calor situat a qualsevol superfície o incrustat dins del material. Amb aquest mètode, no cal conèixer els valors de k i x del material.

El cas multidimensional és similar, el flux de calor "baix" i, per tant, el gradient de temperatura té el signe negatiu:{\displaystyle {\vec {\phi }}_{\mathrm {q} }=-k\nabla T}on {\displaystyle {\nabla }} és l'operador de gradient.

## Mesura
La mesura del flux de calor es pot realitzar de diverses maneres diferents. Un mètode conegut, però sovint poc pràctic, es realitza mesurant una diferència de temperatura sobre una peça de material amb una conductivitat tèrmica coneguda. Aquest mètode és anàleg a una forma estàndard de mesurar un corrent elèctric, on es mesura la caiguda de tensió sobre una resistència coneguda. En general, aquest mètode és difícil de dur a terme ja que sovint no es coneix la resistència tèrmica del material que s'està provant. Es requeririen valors precisos del gruix del material i de la conductivitat tèrmica per determinar la resistència tèrmica. Utilitzant la resistència tèrmica, juntament amb les mesures de temperatura a banda i banda del material, el flux de calor es pot calcular indirectament.
Un segon mètode per mesurar el flux de calor és utilitzar un sensor de flux de calor, o transductor de flux de calor, per mesurar directament la quantitat de calor que es transfereix a/des de la superfície a la qual està muntat el sensor de flux de calor. El tipus més comú de sensor de flux de calor és una termopila de temperatura diferencial que funciona bàsicament amb el mateix principi que el primer mètode de mesura que es va esmentar, excepte que té l'avantatge que la resistència o conductivitat tèrmica no ha de ser un paràmetre conegut. Aquests paràmetres no s'han de conèixer ja que el sensor de flux de calor permet una mesura in situ del flux de calor existent mitjançant l'efecte Seebeck. Tanmateix, els sensors diferencials de flux de calor de termopila s'han de calibrar per relacionar els seus senyals de sortida [μV] amb els valors de flux de calor [W/(m 2 ⋅K)]. Un cop calibrat el sensor de flux de calor, es pot utilitzar per mesurar directament el flux de calor sense requerir el valor rarament conegut de la resistència tèrmica o la conductivitat tèrmica.

## Ciència i enginyeria
Una de les eines de la caixa d'eines d'un científic o enginyer és el balanç energètic. Aquest equilibri es pot establir per a qualsevol sistema físic, des de reactors químics fins a organismes vius, i generalment pren la forma següent:
{\displaystyle {\big .}{\frac {\partial E_{\mathrm {in} }}{\partial t}}-{\frac {\partial E_{\mathrm {out} }}{\partial t}}-{\frac {\partial E_{\mathrm {accumulated} }}{\partial t}}=0}
on els tres termes {\displaystyle {\big .}{\frac {\partial E}{\partial t}}} representen la taxa de canvi temporal de la quantitat total d'energia entrant, la quantitat total d'energia sortint i la quantitat total d'energia acumulada, respectivament.
Ara, si l'única manera en què el sistema intercanvia energia amb el seu entorn és mitjançant la transferència de calor, la taxa de calor es pot utilitzar per calcular el balanç energètic, ja que
{\displaystyle {\frac {\partial E_{\mathrm {in} }}{\partial t}}-{\frac {\partial E_{\mathrm {out} }}{\partial t}}=\oint _{S}{\vec {\phi }}_{\mathrm {q} }\cdot \,\mathrm {d} {\vec {S}}}
on hem integrat el flux de calor {\displaystyle {\vec {\phi }}_{\mathrm {q} }} sobre la superfície {\displaystyle S} del sistema.
En aplicacions del món real no es pot conèixer el flux de calor exacte en cada punt de la superfície, però es poden utilitzar esquemes d'aproximació per calcular la integral, per exemple la integració de Montecarlo.